# Cassino Simpson
Wendell „Cassino“ Simpson (* 22. Juli 1909 in Venedig oder Chicago; † 27. März 1952 in Elgin (Illinois)) war ein US-amerikanischer Jazzpianist und Bandleader, der in der Jazzszene Chicagos bekannt wurde.

## Leben und Wirken
Simpson hatte Klavierunterricht bei Zinky Cohn. 1923 entstanden erste Aufnahmen in der Band von Bernie Young, danach mit dem Moulin Rouge Orchestra (1925). In den folgenden Jahren gehörte er dem Creole Roof Orchestra von Arthur Sims an, mit dem er 1926 aufnahm. Nach dem Tod des Bandleaders übernahm Bernie Young die Leitung der Band. Simpson blieb bis 1930 in dem Ensemble, in dem u. a. Chester Boone, Ed Burke, Scoops Carry und Keg Johnson spielten. 1929 nahm er mit Jabbo Smith’ Rhythm Aces für Brunswick auf („Jazz Battle“, „Little Willie Blues“, „Take Me to the River“). Von 1931 bis 1933 arbeitete er bei Erskine Tate, mit dem jedoch keine Aufnahmen entstanden. Auch begleitete er Laura Rucker bei einigen Aufnahmen. 1932/33 hatte er ein eigenes Orchester und spielte unter eigenem Namen unter verschiedenen Pseudonymen ein, mit Jabbo Smith und Milt Hinton als Begleitmusiker. 1933 begleitete er Half Pint Jaxon, mit dem noch vier Plattenseiten entstanden. Kurz danach erkrankte er psychisch und wurde 1935 in einer psychiatrischen Anstalt in Elgin (Illinois) untergebracht. Dort spielte er Piano und Vibraphon in der Tanzband der Einrichtung, außerdem Basstrommel in deren Marching Band. 1942 nahm er dort einige Solopiano-Stücke auf; er verließ die Einrichtung bis zu seinem Tod 1952 jedoch nicht mehr.

## Lexikalische Einträge
- John Jörgensen, Erik Wiedemann Jazzlexikon, Bertelsmann, o. J.